# Ernst Wilke (Maler)

Porträt Wilkes

Ernst Wilke (auch: Wilken; geboren 30. Juli 1846 in Hannover; gestorben 1915) war ein Königlicher Hofdekorationsmaler, Lehrer und Unternehmer in Hannover.

## Leben
Ernst Wilke wurde zu Beginn der Industrialisierung in der Residenzstadt des Königreichs Hannover geboren als Sohn eines Nagelschmieds.
Der der evangelisch-lutherischen Lehre angehörende Wilke schrieb sich unter der Matrikel-Nummer 4144 mehrmals an der zunächst noch Polytechnische Schule zu Hannover genannten Bildungseinrichtung ein, erstmals am 29. September 1864, um dann bis 1865/1866 zu studieren. Ein weiteres Mal studierte er dort von 1874 bis 1876 und wiederum im Semester 1883/1884.
In der Gründerzeit des Deutschen Kaiserreichs erhielt Wilke im Jahr 1886 seinen Titel als Königlicher Hofdekorationsmaler.
Ebenfalls in den 1880er Jahren leitete Wilke ein eigenes Atelier mit 80 Mitarbeitern. Parallel dazu unterrichtete er Dekorationsmalerei an der von dem Hannoverschen Gewerbeverein unterhaltenen Kunstgewerbeschule- und Handwerkerschule zu Hannover.
Zum 30. August 1896 reiste Wilke von Hannover aus gemeinsam mit dem Geheimen Regierungsrat Heinrich Köhler und dem Hofjuwelier Lameyer nach Dresden zum „[...] Delegiertentag der deutschen Kunstgewerbevereine“ und zu der im dortigen Viktoriahaus abgehaltenen ersten Sitzung der Mitglieder, in der unter anderem über die Beschickung der Weltausstellung in Chicago gesprochen wurde.

## Bekannte Schüler
- um 1886 bis 1888: Franz Lauterbach (1865–1933), deutscher Maler, Glasmaler und Unternehmer[1]

## Bekannte Werke
- 1879: An dem von dem Architekten Heinrich Köhler entworfenen Mehrfamiliengebäude Biedenweg'sches Haus in der damaligen Prinzenstraße 6 wandte Wilke erstmals in Hannover die Technik des Sgraffito an, die er über die geputzte Fassade im Stil der Neorenaissance legte.[5]
  - Auch das Gebäude Warmbüchenkamp 12 gestaltete Wilke in ähnlicher Weise.[5]
- um 1879 bis 1882: Ausmalung der Aula des von Baurat Johann Friedrich Pape in der Leonhardtstraße in Hannover errichteten Königlichen Kaiser-Wilhelm-Gymnasium und derjenigen des ebenfalls von Pape errichteten und über den gemeinsamen Hof verbundenen Schullehrer-Seminars „Am Volgersweg“;[5] Wilken schmückte die Aulen nach den Vorlagen der 1860 erschienenen Bibel in Bildern von Julius Schnorr von Carolsfeld[2]
- circa Mitte der 1890er Jahre: Ausgestaltung einer Kirche nach Entwürfen des Architekten Alexander Linnemann, nach denen die hannoversche Firma Henning & Andres zahlreiche Kirchenfenster schuf und Wilke die Wandmalereien mit Kaseinfarben ausgestaltete.[6]
- um 1898 – 1900: Ausmalung der von Emil Lorenz entworfenen Villa für den hannoverschen Heizungsfabrikanten Fritz Kaeferle, in der Lüerstraße 5[7]